# Medzibodrocké pláňavy
Medzibodrocké pláňavy jsou geomorfologický podcelek Východoslovenské roviny. Tvoří ji území mezi řekou Latorica a hranicí s Maďarskem. Nejvyšší vrch území je Tarbucka, dosahující nadmořské výšky 277,5 m n. m.

## Vymezení
Podcelek zabírá území v jižní části Východoslovenské roviny. Východní okraj vymezuje státní hranice s Ukrajinou, jižní hranice s Maďarskem. Severním směrem leží Latorická rovina, západním směrem navazuje Bodrocká rovina, oba podcelky Východoslovenské roviny. 

## Dělení
Na území Medzibodrockých Pláňava se nacházejí dvě části :
- Chlmecké pahorky
- Tarbucka

## Chráněná území
Severní a západní část území zasahuje do Chráněné krajinné oblasti Latorica, z maloplošných chráněných území se zde nacházejí:
- Tarbucka - přírodní rezervace
- Dlouhé Tice - přírodní rezervace
- Krátké Tice - přírodní rezervace
- Velké jezero - přírodní rezervace
- Horešské lúky - přírodní rezervace
- Poniklecová lúčka - přírodní rezervace
- Bolské rašeliniště - přírodní rezervace
- Biele jazero - přírodní rezervace
- Tajba - národní přírodní rezervace
- Velký kopec - chráněný areál [2]

## Osídlení
Nerovnoměrné rozložení sídel v této části Východoslovenské roviny způsobuje střídání středně hustě osídlených a poměrně pustých oblastí. Ve východní části leží města Kráľovský Chlmec a Čierna nad Tisou.

## Doprava
Centrální částí přechází ze Slovenského Nového Mesta k Čierné nad Tisou silnice I/79, na kterou se v Královském Chlmci připojuje silnice II/555 z Velkých Kapušian. Jižní částí vede důležitá železniční trať Košice–Čop .